# Linia kolejowa Beroun – Plzeň – Cheb
Linia kolejowa Beroun – Plzeň – Cheb (Linia kolejowa nr 170 (Czechy)) – dwutorowa, zelektryfikowana linia kolejowa o znaczeniu krajowym i międzynarodowym w Czechach. Łączy stacje Beroun, Pilzno i Cheb. Przebiega przez terytorium kraju środkowoczeskiego, pilznenskiego i karlowarskiego.